# La principessa sposa
La storia fantastica o La principessa sposa (The Princess Bride) è un romanzo fantasy scritto da William Goldman e pubblicato nel 1973.
La storia raccoglie elementi di commedia (picara), avventura, fantasy, storia d'amore e fiaba. È presentato come la riduzione di un classico per ragazzi, La principessa sposa di S. Morgenstern (versione che non esiste), e i "commenti" di Goldman sono presenti in tutto il libro.
È stato pubblicato in italiano prima nel 1988 dalla Sonzogno con il titolo La storia fantastica e poi nel 2007 da Marcos y Marcos con un titolo più aderente all'originale, La principessa sposa.

## Trama
L'alter ego dell'autore narra che da piccolo, durante una brutta polmonite, suo padre gli aveva letto un libro dal titolo La Principessa Sposa, di S. Morgenstern; il romanzo gli era talmente piaciuto da spingerlo a diventare un grande sceneggiatore. Anni dopo aveva regalato il libro a suo figlio, ma aveva scoperto che esso era molto diverso da come lo ricordava: suo padre, nel leggerglielo, aveva volutamente saltato numerosi passaggi prolissi e pieni di riferimenti alla politica. L'autore decide così di riscrivere la storia, epurandola da quei brani.
Nel regno di Florin in epoca medievale, la lattaia Buttercup è innamorata del giovane garzone Westley. Dopo essersi dichiarati, il ragazzo decide di tentare la sorte compiendo un viaggio in America, per guadagnare abbastanza per sé e la sua futura sposa. Ma prima che possa arrivare a destinazione, la sua nave viene attaccata dal Terribile Pirata Roberts e viene dato per morto. Buttercup è sconvolta, e passa molti giorni chiusa nella sua stanza senza mangiare né dormire, giurando fermamente che non amerà mai alcun altro.
Nel frattempo però, il re di Florin sta lentamente morendo, di conseguenza è necessario l'imminente matrimonio del suo successore, il Principe Humperdinck, perché possa garantire al più presto un nuovo erede.

Consigliato dal suo fedele alleato, il Conte Rugen, Humperdinck sceglie come futura sposa proprio Buttercup, affascinato dalla sua bellezza.
Passano tre anni, durante i quali Buttercup viene istruita a futura regina, tuttavia lei non è innamorata del principe, anzi senza il suo caro Westley è fredda e vuota. Gli unici momenti di felicità sono quelli che passa cavalcando.
Durante una delle sue cavalcate, però, viene rapita da una strana banda di malviventi: il capo è un siciliano gobbo, tanto intelligente quanto presuntuoso, di nome Vizzini, accompagnato da uno spadaccino spagnolo, "un uomo sottile come una lama" di nome Iñigo Montoya, e da un ingenuo gigante turco dalla forza sovrumana di nome Fezzik. Durante il suo rapimento, Buttercup scopre che i tre sono stati reclutati per far ricadere la colpa della sua scomparsa sul paese vicino, Guilder, in modo da poter così scatenare una guerra.
Ma i rapitori si ritrovano in men che non si dica inseguiti da un misterioso uomo in nero, che riuscirà a sconfiggerli tutti, uno dopo l'altro, addirittura battendoli nelle abilità in cui eccellono: Iñigo nella scherma, Fezzik nella forza e Vizzini nell'intelligenza. Tuttavia, sia Iñigo che Fezzik vengono risparmiati dall'uomo in nero, a causa della stima che hanno instaurato in lui; infatti, entrambi hanno dimostrato il massimo della correttezza durante il duello contro il nemico,mentre Vizzini muore, anche perché non si è dimostrato corretto nei confronti del rivale.
Liberata la Principessa, l'uomo in nero la trascina via, senza dare spiegazioni circa la sua identità, ma Buttercup capirà che si tratta proprio di Westley. Nel frattempo, il Principe Humperdinck, accompagnato dal Conte, è sulle tracce della Principessa.

Dopo aver affrontato grandi peripezie nell'attraversare la terribile Palude del Fuoco, i due innamorati vengono accerchiati dai soldati del Principe, ma Buttercup decide di scendere a patti con lui: accetterà di tornare da lui e di sposarlo, se prometterà di non far del male a Westley. Il Principe promette, ma ordina di nascosto al Conte Rugen di trasportare Westley al quinto livello, ovvero la sala delle torture, del suo Zoo della Morte, una struttura progettata dal Conte stesso che ospita gli animali più letali del mondo.
Westley, anche se ancora sconvolto dall'abbandono di Buttercup, non cede e supera abilmente ogni tortura subita allontanando la mente e concentrando i suoi pensieri sulla sua amata.

Si scopre poi che è stato proprio Humperdinck ad incaricare i tre banditi perché rapissero la Principessa, la uccidessero al confine tra Florin e Guilder, per far ricadere la colpa sul paese vicino e scatenare una guerra. Ora il suo obiettivo è assassinare Buttercup la prima notte di nozze, per far ricadere la colpa su Guilder.
Intanto, Iñigo e Fezzik si riuniscono. E, poiché l'obiettivo di Iñigo è vendicare il padre Domingo, ucciso vent'anni prima da uno spietato uomo con sei dita alla mano destra, che si scopre essere il Conte Rugen, decidono di assaltare il castello. Per farlo, però, hanno bisogno di qualcuno di intelligente come Vizzini che possa dare loro istruzioni. Iñigo pensa subito al misterioso uomo in nero che era riuscito a sconfiggerli. E così iniziano a cercarlo.
Purtroppo però Westley viene sottoposto ad una Macchina che aspira la vita dalle sue vittime, e a poco a poco comincia a morire lentamente tra atroci sofferenze. Il peggio poi arriva quando il Principe Humperdinck, in uno scatto di rabbia, dopo che Buttercup ha giurato il suo amore eterno a Westley davanti a lui e dopo che lei gli ha dato del codardo, sposta la leva degli anni da aspirare da tre a venti e così Westley si sente portare via tutta la vita che gli rimane, lanciando un urlo di dolore che viene udito da tutto il paese di Florin.
Questo fa sì che Iñigo e Fezzik riescano a sentirlo e, seguendo il suono, lo trovino, ormai morto.
Iñigo però non si arrende, e porta Westley da Max Miracolo, il quale lo informa che in realtà Westley è solo "quasi morto" e che quindi c'è ancora tempo per salvarlo. Dà allora ai due la pillola miracolosa che riporterà in vita Westley.
Una volta arrivati davanti alle mura del castello, dove ci sono cento uomini di guardia, i due resuscitano Westley con la pillola miracolosa, anche se però quest'ultimo non ha abbastanza forze per muoversi: infatti, riesce a muovere solo la bocca. Tuttavia, riesce ad elaborare un piano per entrare nel castello. Mancano però pochi minuti alle nozze del Principe con Buttercup.
Organizzando una messa in scena per terrorizzare gli uomini di guardia (Fezzik si presenta a loro con un mantello infuocato sulle spalle e gridando di essere il Terribile Pirata Roberts venuto per ucciderli), i tre riescono a penetrare nel castello.
Il matrimonio però si è concluso, anche se in realtà il Principe ha voluto affrettare la cerimonia, omettendo i voti nuziali.
Intanto, Iñigo trova il Conte Rugen, il quale però lo pugnala a tradimento. Iñigo però, con il pensiero di suo padre nel cuore ad incitarlo, riesce a combattere anche se ferito, e alla fine sconfigge il Conte.
Westley intanto è riuscito a camminare da solo e a raggiungere la stanza dove si trova Buttercup, riunendosi con lei e rassicurandola del fatto che se durante il matrimonio lei non ha accettato lo sposo dicendo "Lo voglio" allora non può considerarsi la moglie del Principe. In quel momento però arriva Humperdinck che lo sfida in un duello all'ultimo sangue. Westley allora però ribadisce "No! All'ultimo dolore!", e spiega al Principe in cosa consista: prima perderà i piedi, poi le mani, poi il naso, poi la lingua e poi l'occhio sinistro seguito da quello destro, ma gli resteranno le orecchie, così da poter sentire le urla di terrore della gente intorno a lui che si alzeranno ovunque vada. Terrorizzato allora il Principe lascia cadere la spada a terra e Buttercup si precipita a legarlo. Allora arriva Iñigo che provvede a mantenere Westley in piedi, poiché questi non ha più la forza per farlo (ci vorranno molti mesi perché si riprenda completamente). Dalla finestra sentono Fezzik che li chiama: era andato nelle stalle e ha preso i quattro cavalli più veloci per poter fuggire tutti insieme. L'amico spagnolo allora gli fa i complimenti per questa bella pensata.
Iñigo, Fezzik, Westley e Buttercup fuggono finalmente da Florin, verso la nave pirata di Westley che li attende sulla costa.
L'autore però ci lascia in sospeso con un finale aperto: con il Principe Humperdinck che li insegue furibondo, mentre la ferita di Iñigo si riapre, Westley ha una ricaduta, Fezzik prende male una curva ed il cavallo di Buttercup perde uno zoccolo. Tuttavia, dall'ultima nota dell'autore, si può capire che alla fine "il lieto fine ci sarà", ma che l'insegnamento che egli desidera dare ai suoi lettori è che "nella realtà, la vita non è sempre giusta, è solo più decente della morte, tutto qui".

## Personaggi principali
- Westley
- Bottondoro (Buttercup)
- Principe Humperdinck
- Inigo Montoya
- Fezzik
- Vizzini

## Altri media
Il libro è stato adattato in un film del 1987 diretto da Rob Reiner, dal titolo La storia fantastica (The Princess Bride).
Dal film è stato tratto il videogioco The Princess Bride Game per PC e Mac e il gioco di ruolo The Princess Bride (Steffan O'Sullivan, 2019).

## Edizioni
- William Goldman, La storia fantastica, traduzione di Massimiliana Brioschi, Milano, Sonzogno, 1988,  p. 304, SBN CFI0133715.
- William Goldman, La principessa sposa, traduzione di Massimiliana Brioschi, Marcos y Marcos, 2007,  p. 329, ISBN 978-88-7168-464-2.